# Scherzo núm. 3 (Chopin)
L'Scherzo núm. 3, op. 39, en do sostingut menor de Frédéric Chopin, acabat el 1839, va ser compost a la Cartoixa de Valldemossa, a Mallorca. Aquest és el més concís, irònic, i fermament construït dels quatre scherzi, amb una grandesa que recorda a Beethoven. Chopin va dedicar aquesta composició a un dels seus deixebles més pròxims, Adolphe Gutmann.

## Estructura
La peça comença en la tonalitat de do sostingut menor; després modula a re bemoll major i retorna a do sostingut menor, tot concloent en do sostingut major. La composició s'obre amb una introducció com les de Liszt, amb un subjecte en octaves de molta força. Modula a re bemoll major, amb un subjecte semblant a un coral amb uns delicats arpegis descendents intercalats. El pianista Louis Kentner el descriu com "una melodia wagneriana de sorprenent bellesa, que recorda el so de tubes, arpes i tota l'orquestra apocalíptica del Valhalla."
Comença amb una introducció similar a la del Scherzo núm. 2 de Chopin. Després apareix el tema principal, molt intens, ferotge. Això és particularment difícil d'interpretar; requereix una gran tècnica per a executar amb precisió i rapidesa la sèrie d'octaves. L'scherzo llavors arriba a una secció de transició que condueix al retorn del tema principal. La secció següent, el cantabile és en re bemoll major. El tema principal i el desenvolupament posterior comencen amb acords forts que mantenen la melodia seguida d'un seguit de notes descendent. Després ve una secció que consisteix en una sèrie d'arpegis. Els elements d'aquesta secció lírica es repeteixen alguns cops fins a retornar un cop més al tema principal.